# Odontoglaja guamensis
Odontoglaja guamensis is een slakkensoort uit de familie van de Aglajidae. De wetenschappelijke naam van de soort is voor het eerst geldig gepubliceerd in 1978 door Rudman.